# Targhe d'immatricolazione di Cipro

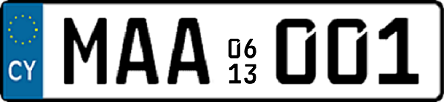
Targa del primo veicolo privato ad essere immatricolato nella Repubblica di Cipro con il sistema introdotto il 3 giugno 2013

Le targhe d'immatricolazione di Cipro erano di un unico formato per l'intera isola fino al 1974, quando, quasi dieci anni prima di autoproclamarsi indipendente, la Repubblica Turca di Cipro del Nord deliberò di adottare targhe proprie.

## Repubblica di Cipro

Targa campione della serie AAA–LZZ per veicoli reimmatricolati

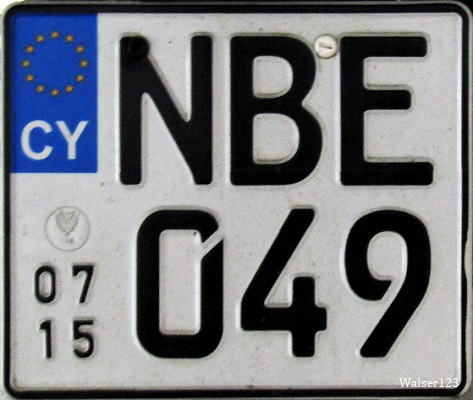
Formato per motocicli

Targa posteriore del tipo terminato il 2 giugno 2013

Le targhe d'immatricolazione emesse nella Repubblica di Cipro sono attualmente composte da tre lettere, che non forniscono alcuna indicazione sulla provenienza, e una numerazione che avanza da 001 a 999. Poiché le combinazioni alfanumeriche da AAA a LZZ sono riservate alle reimmatricolazioni, la serie per le nuove immatricolazioni di autoveicoli e motoveicoli è partita da MAA 001. Non vengono usate le lettere "I" e "O", che si possono confondere con le cifre "1" e "0". 
Il font utilizzato è il FE-Schrift, il materiale l'alluminio. 
A partire dalla metà del 2004, anno dell'adesione del Paese all'Unione europea, sono posizionate a sinistra la banda blu con le dodici stelle gialle in cerchio e la sigla automobilistica internazionale dello Stato, ossia CY, di colore bianco. 
Dal 3 giugno 2013 le targhe ordinarie sono conformi agli standard europei: quelle su un'unica linea misurano 520 × 110 mm, quelle su doppia linea 340 × 200 mm o 280 × 200 mm; le dimensioni delle targhe dei motocicli sono 240 × 200 mm e 200 × 130 mm a seconda che la cilindrata sia rispettivamente > 50 cm³ o ≤ 50 cm³.
Tra le lettere e la numerazione sono indicati in alto il mese e in basso l'anno di immatricolazione del veicolo mediante due piccoli numeri di due cifre posizionati uno sopra l'altro (es.: 06 = giugno, 18 = 2018). Soltanto i veicoli con targhe su doppia linea nonché alcune categorie di automezzi (per esempio i taxi) dovettero sostituire le targhe del vecchio formato con quelle del nuovo entro il 3 dicembre 2013. 
Le dimensioni delle targhe cipriote fino al 2 giugno 2013 erano simili a quelle britanniche, con caratteri (derivati dal font DIN 1451) neri su fondo bianco per la targa anteriore e giallo per quella posteriore.

### Grafica precedente al 2004

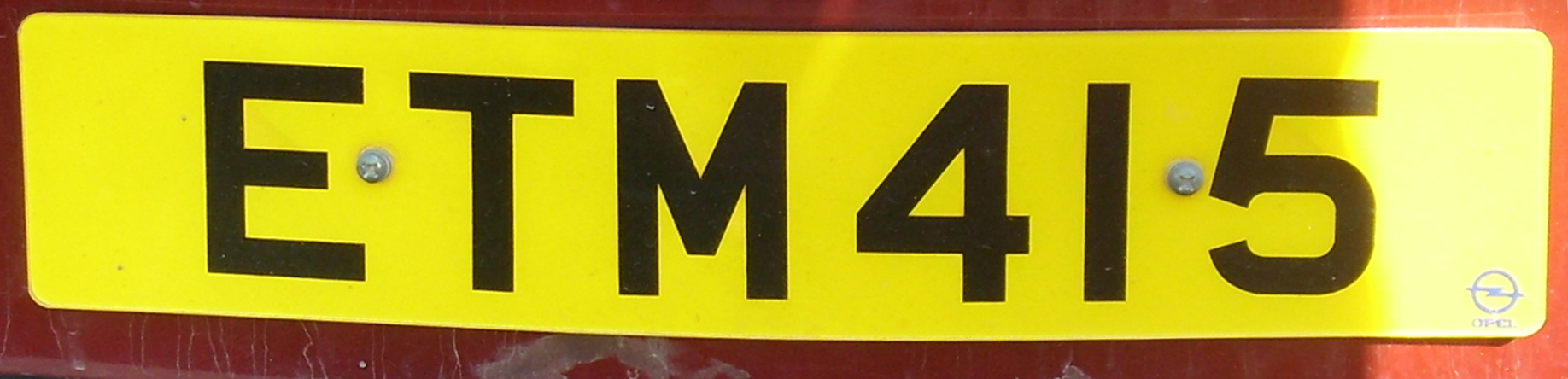
Targa posteriore con serie a tre lettere (1990–metà del 2004)

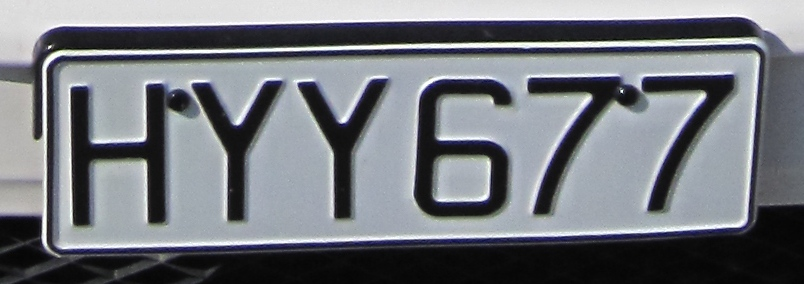
Targa anteriore del tipo cessato nell'estate 2004

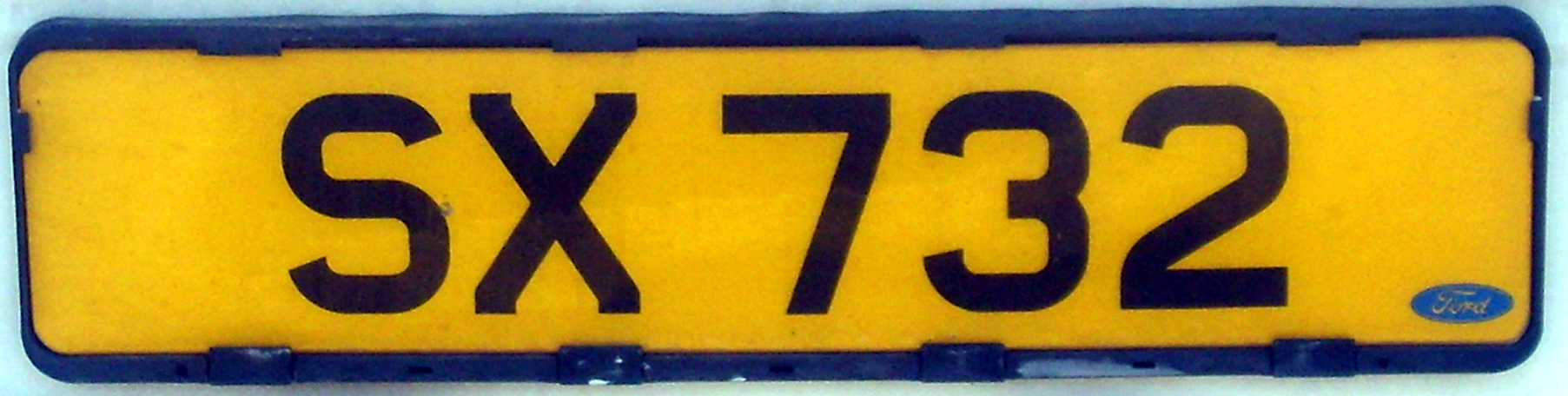
Targa posteriore con serie a due lettere (1977–30/11/1990)

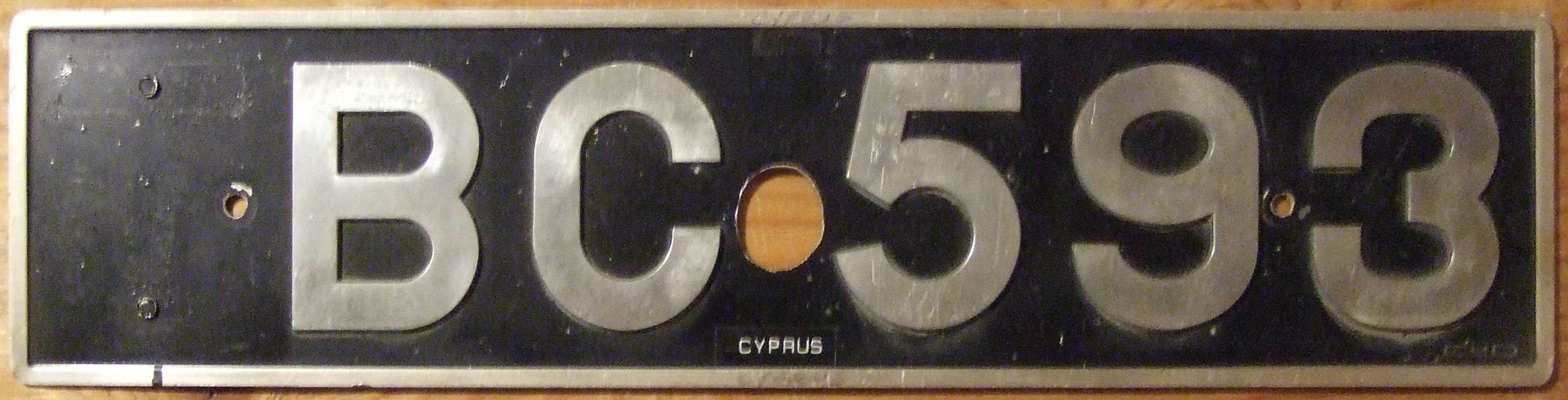
Formato emesso da agosto 1956 alla fine del 1976

Dal 1974 a metà del 2004 le targhe erano di plastica. Gli standard adottati erano quelli del Regno Unito, tuttavia era possibile richiedere targhe con formato americano, che misuravano circa 300 × 150 mm. 
Da agosto 1956 a fine novembre 1990, dalla combinazione delle due lettere alla sinistra (che precedevano due o tre cifre) era possibile risalire all'anno di registrazione del veicolo. A dicembre del 1990 venne aggiunta una terza lettera, la prima delle quali identificava l'anno di immatricolazione (es.: A = 12/1990−91, B = 1992, C = 1993, D = 1994). 
Dal 1995, a partire dalla combinazione "EAA", le targhe assegnate non fornivano più tale indicazione e le lettere utilizzate erano quelle comuni all'alfabeto latino e a quello greco: A, B, E, H, K, M, N, P, T, X, Y e Z. 
Da agosto 1956 fino al 1977 i caratteri erano di colore grigio argento su fondo nero.

### Formati speciali

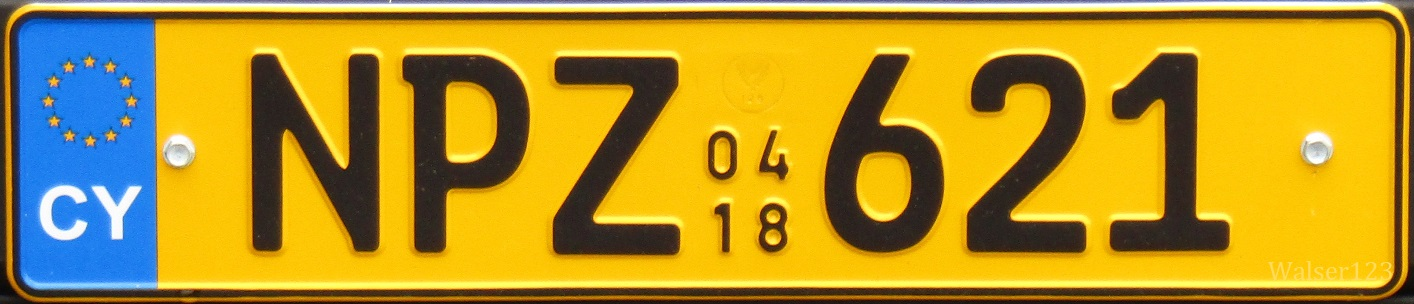
Formato emesso da giugno 2013 per veicoli adibiti al trasporto di merci o passeggeri

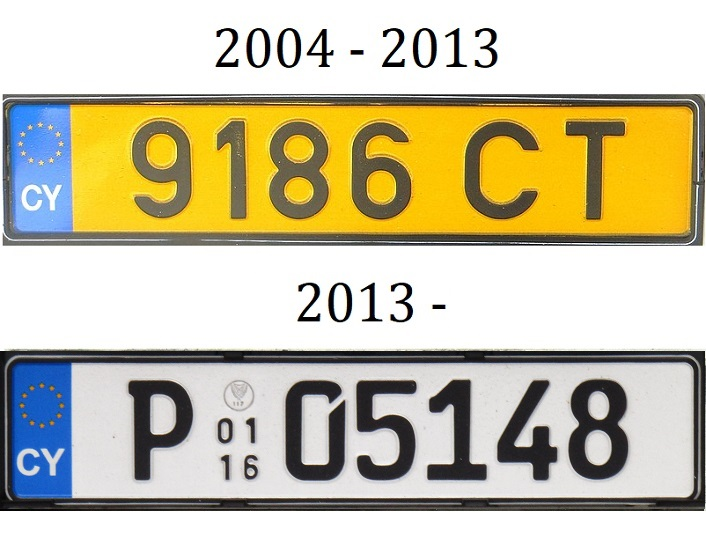
Formati per rimorchi con sistema attuale (in basso) e cessato a giugno 2013 (in alto)

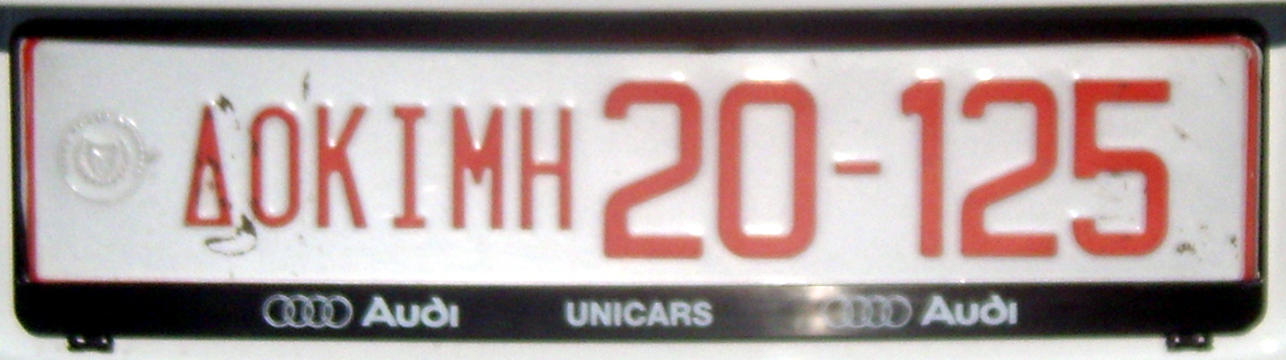
Targa prova del tipo introdotto nel giugno 2001

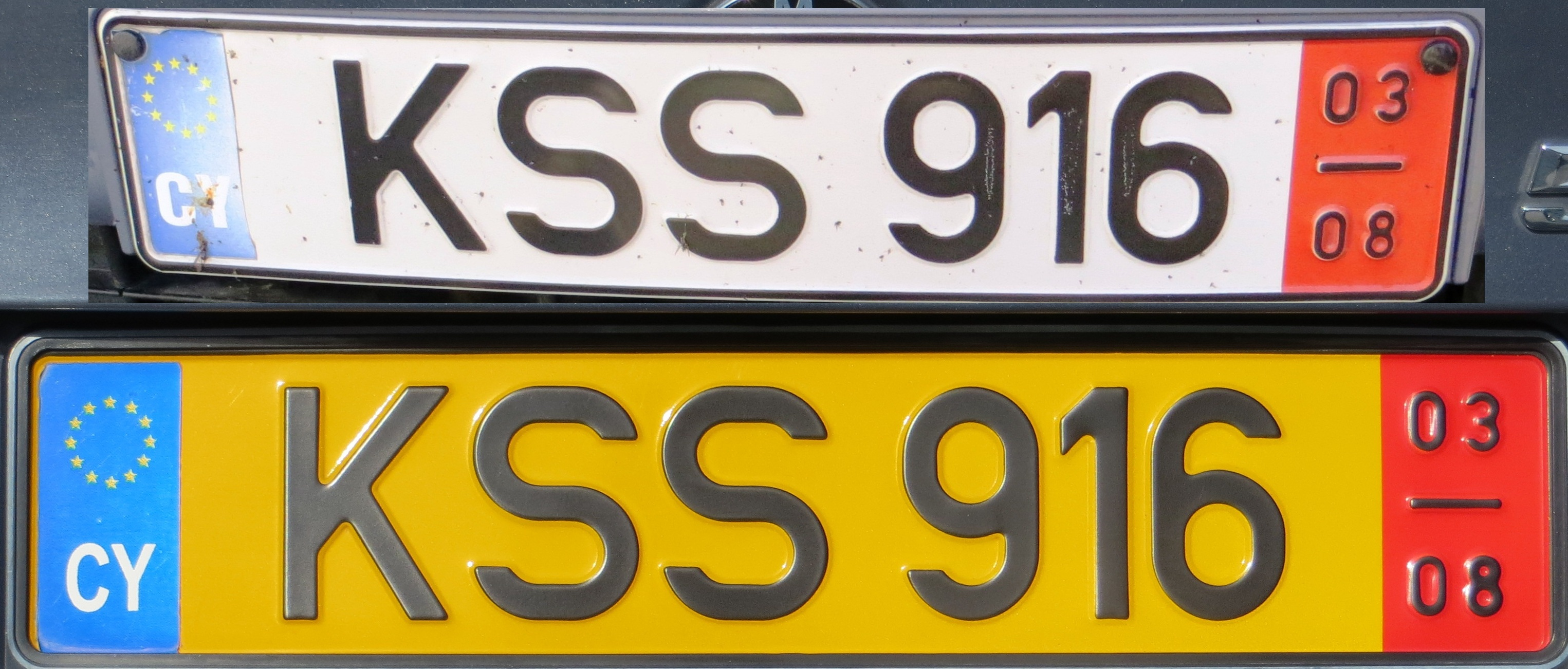
Targhe (anteriore in alto e posteriore in basso) per immatricolazioni provvisorie

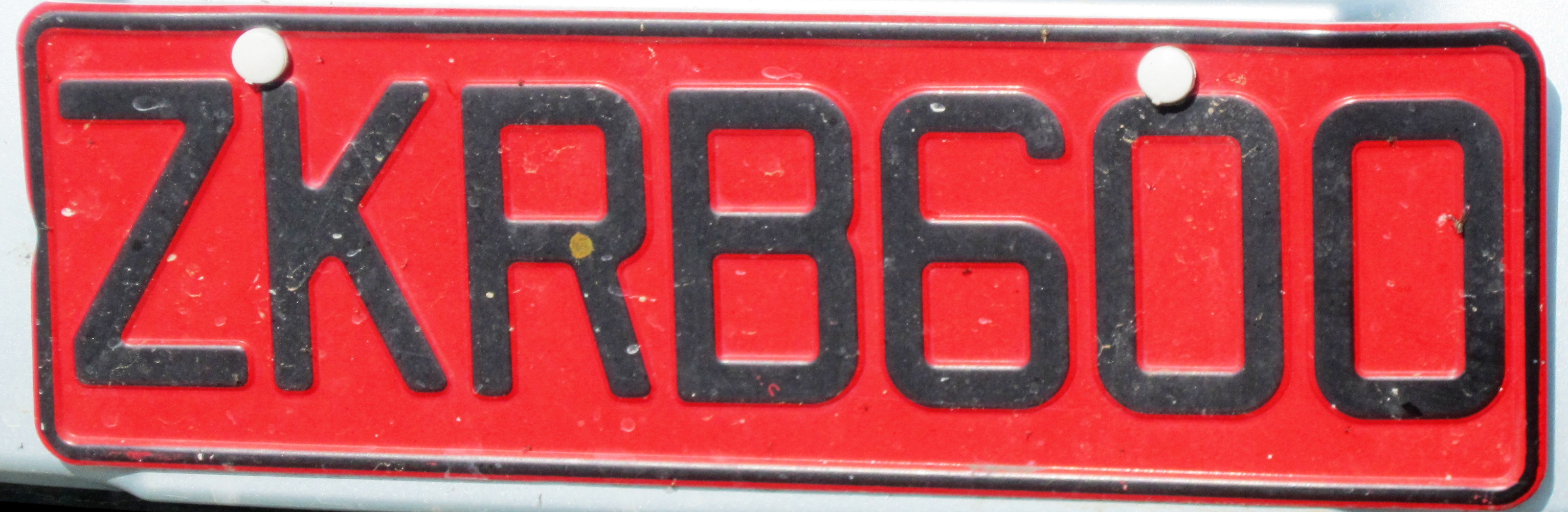
Formato per veicoli a noleggio in uso da dicembre 1990 a giugno 2013

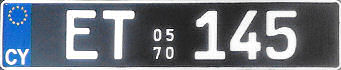
Targa di un veicolo storico immatricolato nel maggio 1970

- Veicoli adibiti al trasporto pubblico di passeggeri (taxi e autobus): da dicembre 1990 la serie era composta da quattro lettere e tre cifre, la prima lettera era sempre una T (del tipo TABC 123); dal 1973 a fine novembre 1990 le lettere dopo la "T" erano due (es.: TAB 123). Dal 3 giugno 2013 si differenziano dalle targhe d'immatricolazione ordinarie per il fondo giallo, sia in quelle anteriori che in quelle posteriori.
- Veicoli commerciali (camion e furgoni): anche le targhe di questi veicoli dal 2013 si distinguono per il fondo giallo.
- Rimorchi e semirimorchi: da giugno 2013 questi veicoli sono sprovvisti della targa ripetitrice del trattore stradale e presentano la sola lettera fissa P (iniziale di Pυμουλκούμενα / Rumoulkoúmena, in greco "rimorchio"), seguita da un numero di cinque cifre; lo spazio si può trovare dopo la lettera oppure dopo la prima o le prime due cifre. Fino alla data sopra specificata la sequenza alfanumerica consisteva in un numero di cifre variabile da una a cinque seguito dal codice CT (che stava per Cyprus Trailer) o TR (che a volte precedeva le cifre).
- Guardia nazionale cipriota: la vecchia bandiera greca precede le lettere EΦ (che in greco sono le iniziali di Εθνική Φρουρά / Ethnikí Frourá, ovvero "Guardia nazionale"), un numero progressivo di 1-5 cifre e la bandiera nazionale.
- Targhe prova per concessionari o proprietari di autofficine: fino a giugno 2001 erano composte dalle lettere fisse DL (che stavano per Dealer Licence) e una o due cifre, avevano sfondo bianco e caratteri rossi ed erano un po' più piccole delle targhe con formato americano. A partire dal mese e anno sopra specificati, è stata introdotta la scritta ΔΟΚIΜΗ[2] (che in greco significa "prova") o la lettera Δ, preceduta da un sigillo in rilievo e seguita da due coppie di numeri (composti da un massimo di tre cifre) separati da un trattino, il primo dei quali identifica il concessionario mentre il secondo è un numero seriale. Il colore dei caratteri è rimasto invariato.
- Targhe provvisorie: si contraddistinguono per una fascia verticale rossa nel margine destro, sulla quale sono riportati o due numeri indicanti il mese (sopra) e l'anno (sotto) di validità massima, o soltanto le ultime due cifre dell'anno di scadenza (es.: 07 = 2007).
- Veicoli a noleggio: hanno caratteri neri su sfondo rosso, disposti su unica o doppia linea. Il blocco alfanumerico dal 3 giugno 2013 è di tre cifre e tre lettere come nelle targhe ordinarie, da dicembre 1990 constava di quattro lettere e tre cifre, mentre dal 1973 a dicembre del 1990 le lettere erano tre, la prima delle quali era sempre una Z in entrambi i formati cessati. Rappresentazioni schematiche:

a) 1973–1º dicembre 1990
| ZAB123 |

b) 1º dicembre 1990–3 giugno 2013
| ZABC123 |

c) dal 3 giugno 2013
| ABC :: 123 |

- Auto e moto storiche: autoveicoli e motoveicoli immatricolati da più di quarant'anni sono riconoscibili per i caratteri bianchi su fondo nero; a sinistra recano la banda blu UE, che precede due lettere seriali, la data della prima immatricolazione (espressa con due numeri di dimensioni ridotte: quello in alto indicante il mese e quello in basso indicante l'anno) e tre cifre. Per i veicoli storici reimmatricolati, la numerazione progressiva a tre cifre è seguita da uno spazio e dalla lettera A. A volte le targhe sono sprovviste della banda blu UE e possono presentare lettere grigio argento o cromate invece che bianche.
- Vetture partecipanti a rally (ammesse a circolare su strada per le prove e nei giorni di gara): targhe di metallo o dipinte sulla carrozzeria con caratteri neri su fondo bianco; le lettere AA (Αγωνιστικό Αυτοκίνητο, cioè “Auto da rally”) precedono un numero seriale, un trattino e le ultime due cifre dell'anno di emissione. Schema:

|  | AA012-22 |

#### Formati speciali cessati
- Gli autocarri e gli autobus adibiti a servizi pubblici fino a giugno 2013 avevano una targa aggiuntiva a destra o a sinistra di quella ordinaria, con le sigle ΦΔΧ - Φορτηγό Δημοσίας Χρήσης (ossia "camion adibito a servizio pubblico") e ΛΔΧ - Λεωφορείο Δημοσίας Χρήσης (cioè "autobus adibito a servizio pubblico") rispettivamente, a caratteri bianchi su fondo azzurro.

| ΦΔΧ | ΛΔΧ |

- Nel 1985 un formato riservato ai veicoli intestati a proprietari stranieri sostituì la serie assegnata ai veicoli acquistati per l'esportazione, che era riconoscibile per la lettera E (iniziale di Export) seguita da un massimo di quattro cifre. La serie era composta da un numero variabile di cifre (non più di quattro) che precedeva la lettera V (= Visitor) e altre due cifre indicanti l'anno di validità (ad esempio 99 = 1999). Dal 2000 a tutto il 2003 si poteva trovare l'anno di scadenza scritto per intero. Nel 2004 l'emissione è cessata. Rappresentazione schematica di una targa anteriore:

| 1234V03 |

### Targhe di autorità, rappresentanze diplomatiche e organizzazioni internazionali

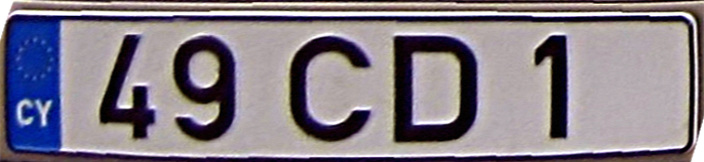
La targa apposta sulla vettura dell'ambasciatore (numero 1 a destra) dei Paesi Bassi (numero 49 a sinistra)

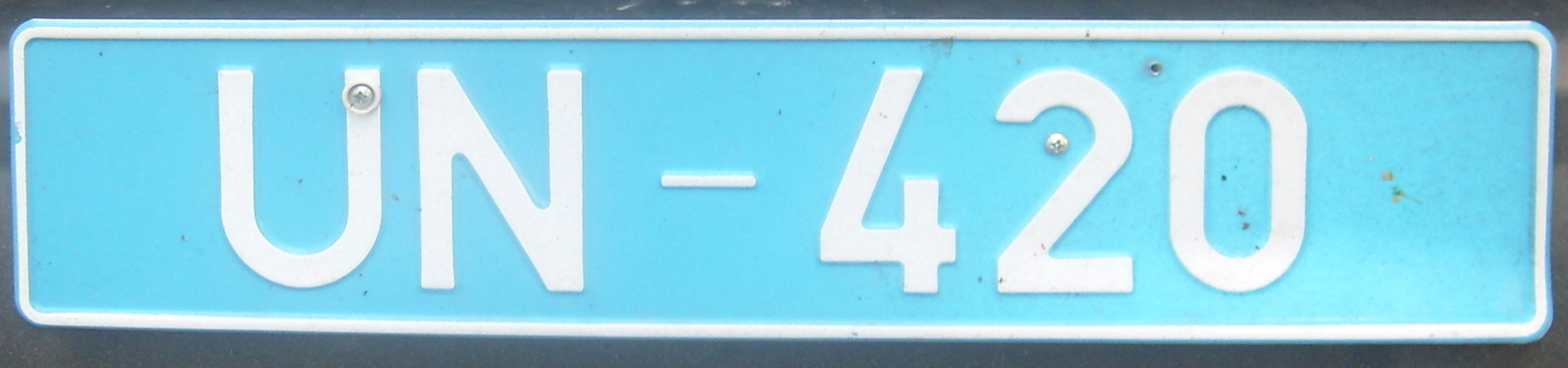
Targhe d'immatricolazione di un veicolo dell'UNFICYP

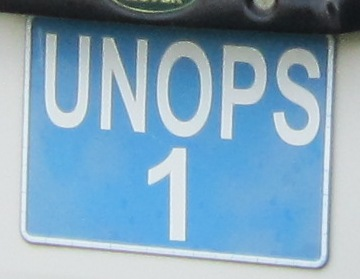
Targa di un automezzo dell'UNOPS

- Autovetture ufficiali del Presidente della Repubblica: non vi sono cifre né lettere ma solamente lo stemma della repubblica, che campeggia anche nella bandiera nazionale.
- La vettura del Capo delle Forze armate greche di stanza a Cipro ha la bandiera greca seguita dalle lettere EΛΔYK, acronimo di Eλληνική ΔΥνάμη Kύπρου.
- Autovetture governative: sono riconoscibili per lo sfondo arancione con caratteri neri e lo stemma della repubblica a sinistra; le lettere KΔ (iniziali di Κυπριακή Δημοκρατία, ossia "Repubblica Democratica di Cipro"), sono seguite da tre cifre e due lettere che indicano se il veicolo appartiene a un parlamentare o a un ministro del Governo e, in quest'ultimo caso, il ministero.
- L'auto del ministro degli affari esteri presenta la dicitura su doppia riga ΥΠΟΥΡΓΕΙΟ ΕΞΩΤΕΡΙΚΩΝ tra lo stemma nazionale e la bandiera dell'Unione europea.
- Veicoli dell'arcivescovo di Cipro: nei veicoli riservati all'arcivescovo di Cipro si trovano solamente le lettere greche A.K. = Aρχιεπίσκοπος Κύπρος.
- Veicoli dei vescovi metropoliti: emesse fino ai primi anni duemila, anche queste targhe si contraddistinguevano per la mancanza di numeri; una M fissa (iniziale di Mητροπολίτης = "Metropolita") era seguita da una/due lettera/e identificativa/e della metropolia, il fondo era bianco o argento.
- Targhe diplomatiche: dal 1977 al 1990 avevano caratteri neri su sfondo verde e in alto a sinistra era posizionato il codice CD (Corps Diplomatique) a caratteri ridotti. Nel 1990 il colore delle targhe posteriori diventò giallo e la scritta CD delle stesse dimensioni delle cifre. Da giugno 2013 sono emesse targhe sia anteriori sia posteriori nere su sfondo bianco la cui serie presenta un numero di due cifre seguito dal codice CD o (dal 2007) AT (Administrative and Technical Staff) e da un ulteriore numero sequenziale che dal 2017 è a tre cifre[3]. Il numero "1" è tuttora riservato alle autovetture degli ambasciatori.
- Veicoli della Forza di peacekeeping delle Nazioni Unite a Cipro (UNFICYP): i caratteri sono bianchi in campo celeste o azzurro, con le lettere UN o UNF che precedono un numero di cifre variabile da una a quattro.
- Veicoli della Commissione internazionale per le persone scomparse (International Commission on Missing Persons) e dell'Alto commissariato delle Nazioni Unite per i rifugiati (United Nations High Commissioner for Refugees): testo bianco su fondo azzurro, lettere UNCMP o UNHCR rispettivamente, seguite da un numero progressivo di una o due cifre[4].
- Veicoli dell'Ufficio delle Nazioni Unite per i servizi ed i progetti (United Nations Office for Project Services): caratteri bianchi su fondo azzurro, lettere UNOPS e numero progressivo di una o due cifre.

### Territori di sovranità britannica

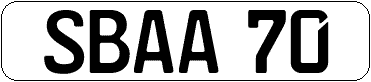
Formato in uso per i veicoli dei territori di sovranità britannica di Akrotiri e Dhekelia

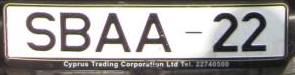
Targa anteriore con grafica utilizzata fino a giugno 2013

I veicoli delle autorità amministrative e della Polizia civile nei territori di Akrotiri e Dhekelia, occupati da basi militari del Regno Unito, sono immatricolati con targhe che si contraddistinguono per la mancanza della banda blu e sono composte dalle lettere SBAA (Sovereign Base Areas Administration) seguite da un numero che avanza progressivamente da "1". I caratteri neri su fondo bianco, disposti su un'unica o doppia linea, e il font FE-Schrift dal 3 giugno 2013 sono uguali a quelli delle targhe d'immatricolazione greco-ciprioti; prima di tale data le targhe anteriori erano bianche, quelle posteriori gialle. 
All'automobile del Comandante in Capo delle basi suddette è riservata la sigla CBF (che sta per Commander-in-Chief of the Base Area Forces) che precede la sola cifra "1", con gli stessi colori sopra specificati. Fino al 1980 le vetture di quest'autorità avevano la combinazione alfanumerica RAF 1 (le lettere sono le iniziali di Royal Air Force) con caratteri argento su fondo nero. Gli altri veicoli militari hanno in dotazione targhe uguali a quelle britanniche dello stesso tipo, mentre i veicoli privati hanno il medesimo formato emesso nella Repubblica di Cipro.

## Repubblica Turca di Cipro del Nord

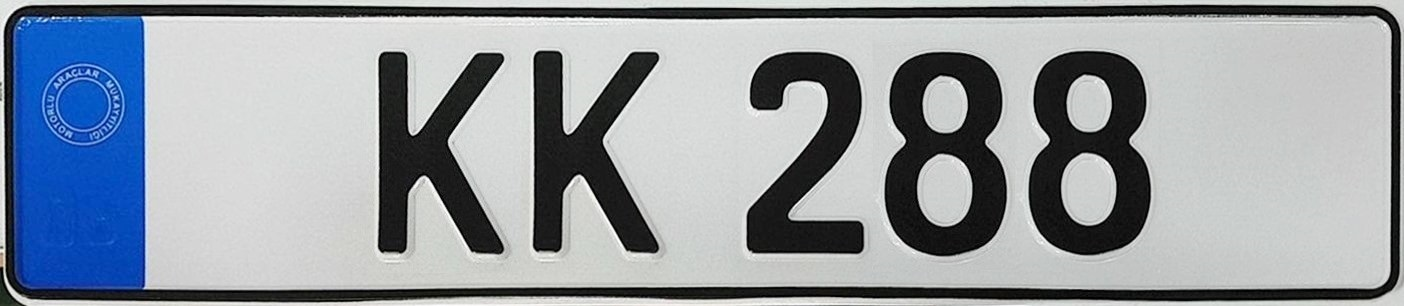
Formato turco-cipriota introdotto nel 2018

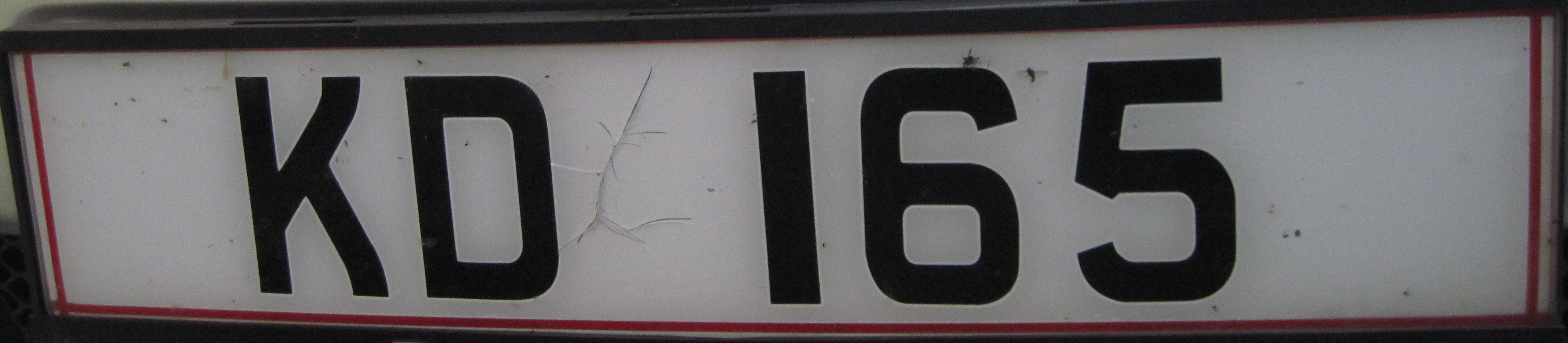
Targa anteriore pre-2018

Formato in uso per autoveicoli a noleggio

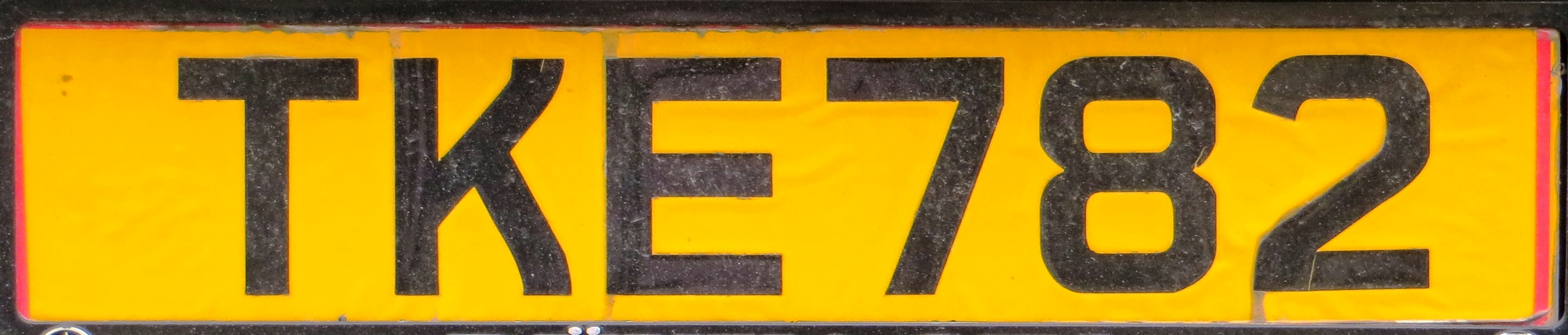
Targa posteriore di un taxi (vecchio formato)

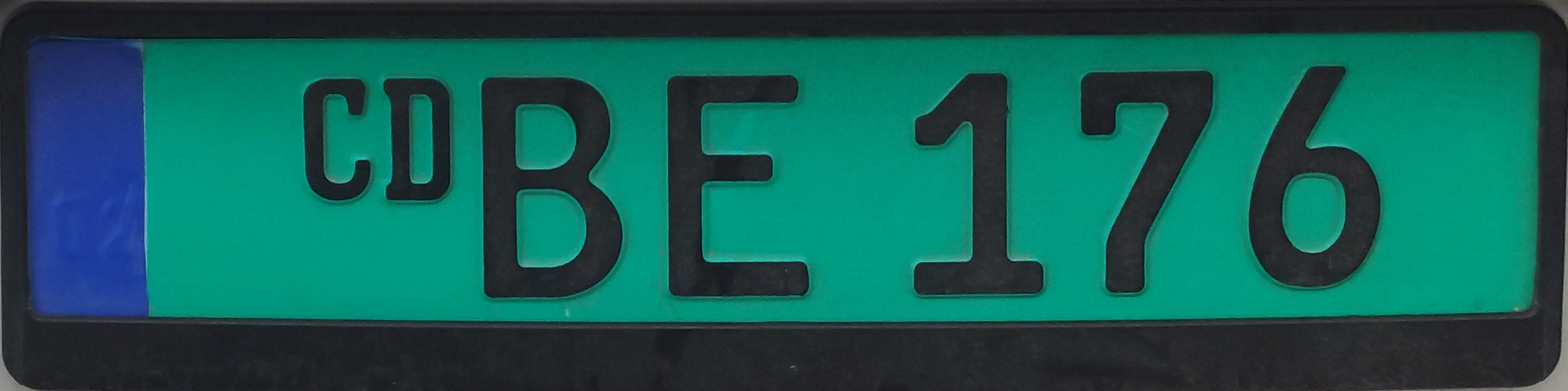
Targa diplomatica

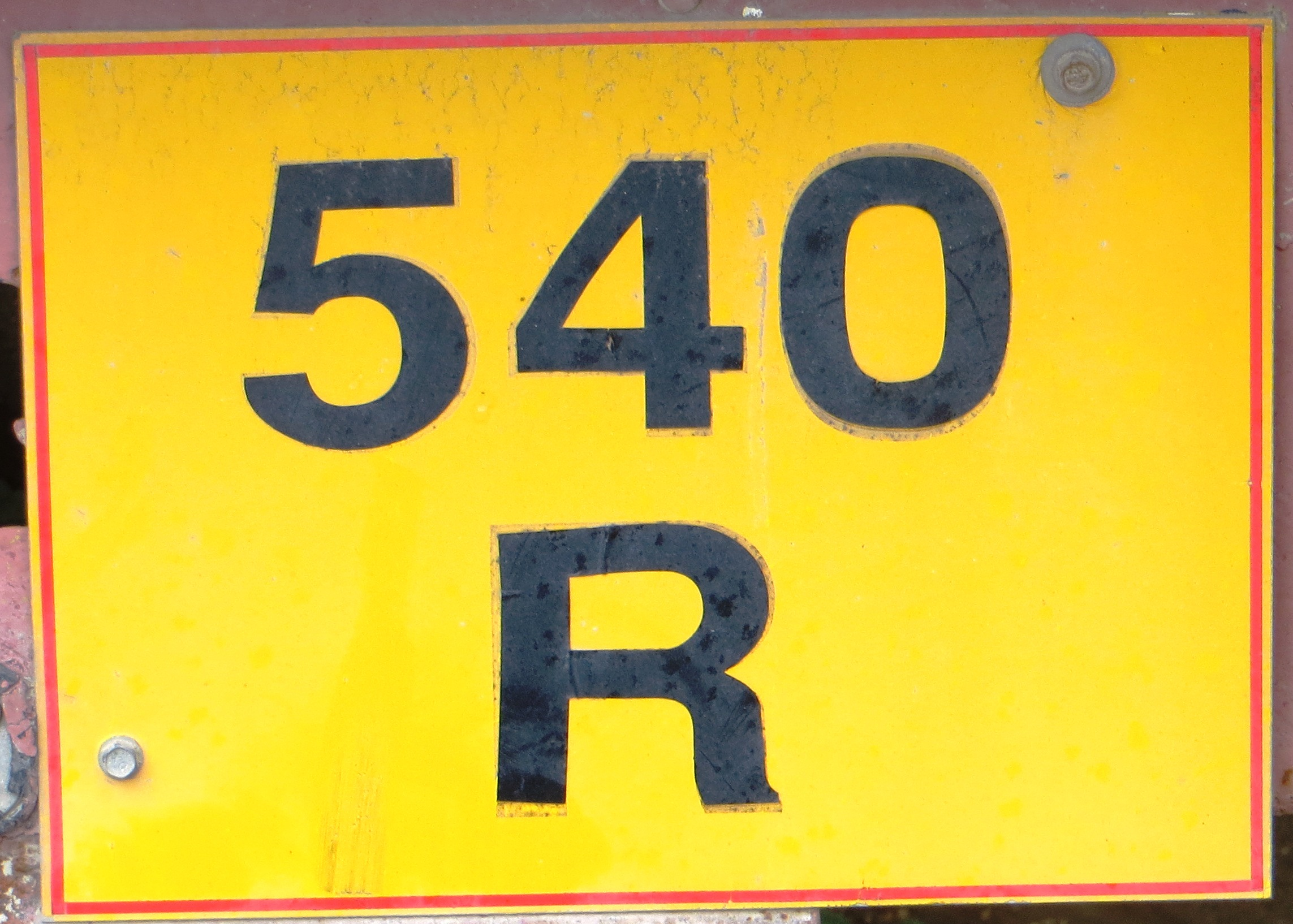
Formato senza banda blu per rimorchi

Targa di un automezzo della polizia o dei vigili del fuoco

Targa temporanea di un veicolo intestato ad un proprietario straniero

Un esempio del formato introdotto nel 2018 per immatricolazioni provvisorie

Targa fissata sull'auto ufficiale del Presidente, del tipo utilizzato dal 2018

A partire dal 2018 le targhe d'immatricolazione utilizzate nella Repubblica Turca di Cipro del Nord presentano delle somiglianze con quelle emesse nella Repubblica greco-cipriota da giugno del 2013. Oltre a quello standard che misura 520 × 110 mm, sono disponibili i seguenti formati, tutti su un'unica linea: 420 × 110 mm, 340 × 110 mm, 300 × 150 mm e 340 × 160 mm. I motocicli e le macchine agricole non hanno una serie distinta ma solamente dimensioni diverse: 200 × 90 mm o 200 × 150 mm per i primi e 300 × 200 per le seconde.
I caratteri sono neri in rilievo su fondo bianco e la serie è composta da due lettere e tre cifre. 
A sinistra è presente una banda blu simile alla banda blu dell'UE; al posto del simbolo delle dodici stelle gialle e della sigla internazionale sono impressi in alto un sigillo costituito da due cerchi concentrici, nella cui corona circolare è leggibile Motorlu Araçlar Mukayyitliği (in turco: "Registro dei veicoli a motore"), e in basso un codice numerico corrispondente al produttore della targa. 
È tuttora possibile richiedere, previo pagamento di una sovrattassa, una targa personalizzata composta da una libera combinazione di cifre e/o lettere purché non superi il limite di cinque caratteri.
Le vecchie targhe d'immatricolazione emesse dal 1974 al 2018, che dovevano essere sostituite entro il 31 gennaio 2019, erano sprovviste della banda blu e avevano tutte il bordo rosso. Le lettere (che variavano da una a tre) erano seguite da un numero generalmente di tre cifre; lo sfondo delle targhe anteriori era bianco e quello delle targhe posteriori giallo, come nella Repubblica di Cipro dal 1974 al giugno 2013 (vd. sopra). Solo occasionalmente si vedevano targhe con la banda blu UE a sinistra, nella quale le dodici stelle in cerchio sormontavano la bandiera della repubblica turco-cipriota e le lettere KKTC bianche, iniziali di Kuzey Kıbrıs Türk Cumhuriyeti, cioè "Repubblica Turca di Cipro del Nord". 

### Formati speciali
Anche alcune targhe speciali hanno formato simile a quelle emesse nella Repubblica di Cipro fino al 2 giugno 2013:
- auto e moto a noleggio: caratteri rossi in campo nero e la lettera iniziale Z;
- veicoli adibiti al trasporto pubblico di passeggeri (taxi e autobus): antepongono una T al blocco alfanumerico;
- targhe diplomatiche: caratteri neri in campo verde e codice CC (Corps Consulaire) o CD (Corps Diplomatique) in alto e di dimensioni ridotte, tra la banda blu e la prima lettera.

Le targhe per veicoli storici di almeno 30 anni assomigliano a quelle emesse nella Repubblica di Cipro dal 3 giugno 2013: a destra della banda blu sono posizionate due lettere e tre cifre progressive di colore bianco su fondo nero.
Si differenziano invece dal sistema attualmente in vigore nella zona meridionale dell'isola:
- i rimorchi, le cui targhe sono disposte su due righe: in alto si trovano tre o quattro cifre e in basso la lettera R (che sta per Römorku, cioè "rimorchio" in turco);
- le autovetture della polizia e delle autorità governative locali nonché i veicoli adibiti a servizi di emergenza, che iniziano la sequenza alfanumerica con il codice RHA, iniziali delle parole Resmi Hizmet Aracın che significano "veicolo di servizio ufficiale"[7];
- le targhe d'immatricolazione degli automezzi dell'Esercito, la cui numerazione è composta da un massimo di sette cifre bianche su fondo nero, del tipo:

| 1234567 |

- le targhe dei veicoli intestati a proprietari stranieri per periodi brevi, riconoscibili per i caratteri rossi (erano azzurri prima del 2018) e le lettere ZZ seguite da quattro cifre;
- le targhe per immatricolazioni provvisorie, attualmente a caratteri rossi (azzurri fino a tutto il 2017), la cui sequenza è costituita dal codice ZT, un numero di cifre variabile da una a quattro e un'ulteriore lettera;
- le auto riservate agli alti funzionari governativi (deputati e ministri), la cui serie è composta solo da un numero di tre cifre di colore rosso (di solito la prima è uno zero), del tipo:

| 001 |

- le targhe delle vetture ufficiali del Presidente della Repubblica, alle quali venivano assegnate le lettere fisse KKTCB (Kuzey Kıbrıs Türk Cumhuriyeti Cumhurbaşkanı, in turco "Presidente della Repubblica Turca di Cipro del Nord") di colore giallo su base rossa, da dicembre 2015 presentano soltanto uno stemma dorato al centro composto da una colomba, un ramoscello d'ulivo e un mazzo di alloro, in campo rosso[8];
- le targhe prova usate da proprietari di concessionarie, garage o autofficine: dal 2018 i caratteri sono rossi (in precedenza erano bianchi su fondo rosso e senza banda blu), le lettere TR, probabile abbreviazione della parola Tüccar che in turco significa "uomo d'affari", precedono un numero progressivo a partire da "001"[9];
- le targhe dei veicoli intestati a proprietari stranieri per periodi lunghi, il cui formato fino all'anno di cessazione (2018) aveva i caratteri gialli su fondo marrone e la cui serie era del tipo L 000L (L = lettera, 0 = cifra).